# 矢野宏 (経営学者)
矢野 宏（やの ひろし、1920年2月25日 - 1986年4月2日）は、日本の経営学者。
香川県出身。1942年東京商科大学卒。海軍に属し主計大尉。1942年三菱重工業勤務。70年三菱自動車に移る。1975年京都産業大学教授。

## 著書
- 『実務原価計算入門』中央経済社 1967
- 『財務体質の分析と改善』同文館出版 1976
- 『経営原価計算論』春秋社 1980
- 『財務分析の理論と実際 資本構造分析の展開』同文館出版 1983

### 共著
- 『原価管理制度』西野嘉一郎共著 日本経済新聞社 経営管理全書 1958
- 『基準による原価計算』西村民之助共著 ミネルヴァ書房 1964
- 『企業財務の分析と計画』中野淑夫共著 同文館出版 1969
- 『新しい原価計算』中野淑夫共著 春秋社 1972

### 翻訳
- ロバート・H.ローイ『ヒューマン・マネジメント 人間を生かす組織と管理』田杉競,飯野春樹共訳 ダイヤモンド社 1960
- Billy E.Goetz『経営計画と統制』今井忍共訳 日刊工業新聞社 1963
- レイモンド・ヴィラーズ『ダイナミックマネジメント 新しき経営』日本生産性本部出版部 1963